# 이영애
이영애(李英愛, 1971년 1월 31일~)는 대한민국의 배우이다.
1990년대 <투유 초콜렛>CF로 데뷔해  2003년 <대장금>으로 전세계에 명성을 떨쳤으며 현재까지도 톱스타로서 그 명성을 이어가고 있다. 별명은 화장품 CF의 카피였던 <산소같은 여자>.
데뷔이후 주로 CF와 드라마 위주로 활동하다 1997년 이영애의 영화데뷔작과 당대 톱스타였던 최민수의 주연으로 기대를 모았던 <인샬라>가 기대이하의 흥행을 기록한 이후로 브라운관으로 복구해 <초대> <불꽃>등의 대표작을 남겼고 <2000년 다시 영화감독 박찬욱의 《공동경비구역 JSA》를 통해 대중들에게 영화배우로도 각인되기 시작했으며 이듬해 2001년 영화 《봄날은 간다》, 《선물》로 역시 관객과 평론가에게 모두 좋은 평가를 받았다.
잠깐의 공백을 거쳐 2003년 MBC 드라마 《대장금》을 통해 국내 뿐 아니라 해외에서도 큰 반향을 일으키며 큰 인기를 얻었고 한류스타로 자리잡는 계기가 됐다.
2005년 다시 한번 재회한 박찬욱의 영화 《친절한 금자씨》에 출연, 파격적인 연기 변신을 선보이며 그 해 청룡영화제 여우주연상을 수상하는 등 성공적인 평가를 받았다. 
2014년 인천 아시안 게임 개막식에서 성화 봉송의 점화자로 참가했다.
2023년 프랑스 드라마가 원작인 《마에스트라》에 타이틀롤이자 지휘자 차세음 역으로 캐스팅되어 좋은 연기를 선보였다. 비록 작품 자체는 5~6%의 시청률에 머물렀지만 이영애의 연기는 인상깊었다는 평가를 받았다.
2025년 방영을 예정하고 있는 사극에도 출연을 확정지었다. 판타지오가 제작하는 드라마이며 대규모 제작비가 들어가는 역대급 사극 프로젝트라고 한다. 그리고 그 작품은 <의녀 대장금>으로 언론 보도되며 20여년만에 장금이 역할을 다시 맡게 되었다.

## 학력
- 서울잠전국민학교 졸업
- 정신여자중학교 졸업
- 잠실여자고등학교 졸업
- 한양대학교 ERICA캠퍼스 독어독문학 학사
- 중앙대학교 신문방송대학원 언론학 석사
- 한양대학교 대학원 연극영화학 휴학

## 결혼과 가족
- 이영애는 2009년 8월 24일 20살 연상의 재미교포 사업가 정호영과 미국 하와이에서 결혼식을 올렸다. 언론에서는 결혼식을 '순영'이란 이름으로 예약해 비공개로 진행하였다고 전했으며, 이영애 측의 법률 대리인이 결혼사실을 발표하였다.[1] 이후 첫 개강 날인 9월 16일 한양대학교 예술극장에서 결혼과 관련한 기자회견을 가졌다.[2] 2년만인 2011년 2월 이란성 쌍둥이 아들과 딸을 출산하였다.

## 출연 작품

### 영화
| 연도 | 제목                 | 역할         | 비고      |
| ---- | -------------------- | ------------ | --------- |
| 1997 | 《인샬라》           | 이향         |           |
| 1998 | 《키스할까요?》      | 민주         | 특별 출연 |
| 2000 | 《공동경비구역 JSA》 | 소피 E 장    |           |
| 2001 | 《선물》             | 박정연       |           |
| 2001 | 《봄날은 간다》      | 한은수       |           |
| 2002 | 《재밌는 영화》      | 사진 속 인물 | 특별출연  |
| 2005 | 《친절한 금자씨》    | 이금자       |           |
| 2019 | 《나를 찾아줘》      | 서정연       |           |

### 드라마
| 연도 | 제목                                    | 역할                      | 비고     |
| ---- | --------------------------------------- | ------------------------- | -------- |
| 1993 | 《댁의 남편은 어떠십니까》              | 도도희                    | SBS      |
| 1994 | 《질주》                                | 오정은                    | SBS      |
| 1995 | 《서궁》                                | 상궁 김씨                 |          |
| 1995 | 《아스팔트 사나이》                     | 강동희                    |          |
| 1995 | 《찬품단자》                            | 박월남                    |          |
| 1995 | 《사랑과 결혼》                         | 오은지                    |          |
| 1995 | 《드라마게임 - 그녀가 결혼 안 한 이유》 | 선영                      |          |
| 1996 | 《파파》                                | 한세영                    |          |
| 1996 | 《동기간》                              | 박용자                    |          |
| 1996 | 《그들의 포옹》                         | 김승애                    |          |
| 1996 | 《간이역》                              | 김채원                    |          |
| 1997 | 《의가형제》                            | 차민주                    |          |
| 1997 | 《내가 사는 이유》                      | 정애숙                    |          |
| 1997 | 《사랑하니까》                          | 어유나                    |          |
| 1998 | 《로맨스》                              | 한지숙                    |          |
| 1998 | 《애드버킷》                            | 이은지                    |          |
| 1999 | 《TV문학관- 은비령》                    | 선혜                      |          |
| 1999 | 《파도》                                | 나윤숙                    |          |
| 1999 | 《초대》                                | 최영주                    |          |
| 2000 | 《불꽃》                                | 박지현                    |          |
| 2003 | 《대장금》                              | 서장금                    |          |
| 2017 | 《사임당, 빛의 일기》                   | 신사임당(신인선)          |          |
| 2018 | 《내 아이디는 강남미인》                | 이영애                    | 특별출연 |
| 2021 | 《모범택시》                            | 게임 택시 드라이버 목소리 | 특별출연 |
| 2021 | 《구경이》                              | 구경이                    |          |
| 2023 | 《모범택시 2》                          | 게임 택시 드라이버 목소리 | 특별출연 |
| 2023 | 《마에스트라》                          | 차세음                    |          |
| 2025 | 《은수 좋은 날》                        | 강은수                    |          |
| 2025 | 《의녀 대장금》(가제)10월               | 서장금                    |          |

### 무대
| 연도 | 분류   | 제목              | 역할   | 비고 |
| ---- | ------ | ----------------- | ------ | ---- |
| 빈칸 | 뮤지컬 | 《집시 남작》     | 자피   |      |
| 빈칸 | 연극   | 《위대한 개츠비》 | 데이지 |      |

## 연기 외 활동

### 텔레비전 프로그램
| 연도          | 방송사 | 제목                                       | 역할     | 비고 |
| ------------- | ------ | ------------------------------------------ | -------- | ---- |
| 1993년        | KBS2   | 《연예가중계》                             | MC       |      |
| 1994년~1995년 | SBS    | 《출발! 서울의 아침》                      | MC       |      |
| 1994년~1996년 | SBS    | 《출발! 모닝와이드》                       | MC       |      |
| 1995년        | KBS2   | 《토요대행진》                             | MC       |      |
| 1995년        | KBS1   | 《TV는 사랑을 싣고》                       | 게스트   |      |
| 1999년        | SBS    | 《아주 특별한 사랑》                       | MC       |      |
| 2018년        | SBS    | 《가로채널》                               | 패널     |      |
| 2022년        | EBS1   | 《EBS 다큐프라임 아동인권 6부작 어린人권》 | 내레이션 |      |
| 2023년        | SBS    | 《미운우리새끼》                           | 스폐셜MC |      |

### 뮤직 비디오
| 연도   | 가수   |                     | 비고 |
| ------ | ------ | ------------------- | ---- |
| 1999년 | 윤종신 | 〈머물러요〉        |      |
| 2000년 | 조성모 | 〈가시나무〉        |      |
| 2001년 | 이수영 | 〈사랑이 지나가면〉 |      |

## 저서
- 《아주 특별한 사랑》(2001년) ISBN-13 9788970123707
- 《매우 소중한 사랑》(2002년, 일본 발매) ISBN 4-576-01152-9
- 《이영애의 맹세》(2006년, 일본 발매) ISBN 4-14-005507-3

## 경력
- 2004년 유니세프 한국위원회 예술부문 특별대표
- 2006년 중국 '이영애 소학교' 설립
- 2006년 한류엑스포 인 아시아 홍보대사
- 2006년 제56회 베를린 국제영화제 국제 경쟁부문 심사위원
- 2007년 해금 지킴이 홍보대사
- 2015년 제59회 미스코리아 심사위원

## 광고
- 이영애는 2010년대를 기준으로 국내 여배우 중 가장 많은 CF를 찍은 여배우로, 17년간 240여편의 CF에 출연하였던 것으로 조사되었다.[3]

### CF 목록
| 연도            | 광고명 |
| --------------- | --- |
|                 | - 롯데푸드 녹채믹스 - 롯데푸드 롯데델가 - 중앙선거관리위원회                                                                                      |
| 1991년 ~ 1999년 | - 아모레퍼시픽 마몽드(화장품) |
| 1996년          | - 아모레퍼시픽 헤라(화장품) |
| 1997년          | - 신원 베스띠벨리(여성 의류) - 한국방송광고진흥공사(방송광고협의회) TV광고 판촉 촉진 캠페인                                                       |
| 1999년 ~ 2003년 | - 신한카드(with 배용준) |
| 2000년          | - 하이트진로 참이슬(주류) - 도도앤컴퍼니 이소카임(화장품) - 세이백화점 - LG생활건강 페리오 쿨(덴탈케어) - 롯데네슬레코리아 테이스터스초이스(커피) |
| 2000년 ~ 2002년 | - LG생활건강 한스푼 테크(세탁세제) - 코웨이(정수기)                                                                                               |
| 2000년 ~ 2003년 | - KT KTF 드라마(통신사) |
| 2001년          | - 삼성전자 지펠(냉장고) |
| 2002년          | - KT - Let's KT 기업광고(통신사) - 웅진 룰루연수기                                                                                                |
| 2002년 ~ 2003년 | - LG생활건강 엘라스틴(헤어케어) - LG생활건강 세이 워터캡춰시스템(바디제품)                                                                        |
| 2003년          | - KT KTF 굿타임찬스(통신사) |
| 2002년 ~ 2010년 | - GS건설 자이(아파트) |
| 2004년 ~ 2006년 | - 웅진식품 자연은(주스음료) - 아모레퍼시픽 아이오페(화장품)                                                                                       |
| 2004년 ~ 2007년 | - LG전자 휘센(에어컨) |
| 2006년          | - LG전자 디오스(냉장고) ※아시아 전역 |
| 2006년 ~ 2023년 | - LG생활건강 더 히스토리 오브 후(화장품) |
| 2006년 ~ 2007년 | - LG전자 엑스캔버스(TV가전, with 박찬욱) |
| 2006년 ~ 2008년 | - LX하우시스 지인(인테리어) |
| 2007년          | - 신한금융그룹(금융, with 유재석) - 남양유업 불가리스 자연의시작(유산균음료)                                                                      |
| 2011년          | - KT olleh 키봇, olleh 스마트홈 패드(통신사) |
| 2011년 ~ 2016년 | - (주)휴롬엘에스 휴롬(원액기) |
| 2013년          | - 스토리온 X 엘르 코리아 - 이영애의 특별한 선택 편                                                                                                |
| 2014년 ~ 2015년 | - (주)무궁화 오클린(세탁세제) |
| 2015년          | - 솔가 에스터C(비타민) - 한국먼디파마 베타딘(인후스프레이) - 해피콜 프라즈마 IH 프라이팬, 해피콜 IH 진공냄비(주방기구)                            |
| 2015년 ~        | - 코리아테크 카사업, 리파 클리어(뷰티기기) |
| 2016년          | - 구노스 바른칭찬 캠페인 - 유네스코 - 교육으로 희망을 잇다 편                                                                                     |
| 2016년 ~        | - 리아네이처(주) 이영애(리아네이처/맘앤트윈스) - 교원 웰스tt 정수기                                                                               |
| 2017년          | - 강원도 평창 - 2018 평창동계올림픽 편 |
| 2017년 ~        | - 교원 웰스팜(식물재배기) |
| 2018년 ~        | - 와이어스 뉴트리션 일루마 골든드롭3(유아식) |
| 2022년 ~        | - KB GOLD&WISE the FIRST |

## 수상 및 후보
| 연도 | 상                                 | 부문                                      | 출연 작품              | 비고 |
| ---- | ---------------------------------- | ----------------------------------------- | ---------------------- | ---- |
| 1993 | SBS 연기대상                       | 드라마부문 여자 신인연기상                | 댁의 남편은 어떠십니까 | 수상 |
| 1995 | KBS 연기대상                       | 여자 인기상                               | 서궁                   | 수상 |
| 1996 | MBC 연기대상                       | 여자 최우수연기상                         | 동기간, 그들의 포옹    | 후보 |
| 1997 | MBC 연기대상                       | 여자 우수연기상                           | 내가 사는 이유         | 수상 |
| 1998 | SBS 연기대상                       | 여자 최우수연기상                         | 로맨스                 | 수상 |
| 1999 | KBS 연기대상                       | 여자 우수연기상                           | 초대                   | 후보 |
| 1999 | KBS 연기대상                       | 여자 인기상                               | 초대                   | 수상 |
| 2000 | 제21회 청룡영화상                  | 여우주연상                                | 공동경비구역 JSA       | 후보 |
| 2000 | SBS 연기대상                       | 빅스타상                                  | 불꽃                   | 수상 |
| 2000 | SBS 연기대상                       | 여자 최우수연기상                         | 불꽃                   | 후보 |
| 2001 | 제37회 백상예술대상                | 영화부문 여자 최우수연기상                | 공동경비구역 JSA       | 후보 |
| 2001 | 제38회 대종상                      | 여우주연상                                | 선물                   | 후보 |
| 2001 | 제2회 대한민국영상대전             | 영화배우부문 포토제닉상                   | 공동경비구역 JSA       | 수상 |
| 2001 | 제2회 부산영화평론가협회상         | '여우주연상'                              | 봄날은 간다            | 수상 |
| 2001 | 제22회 청룡영화상                  | 여우주연상                                | 봄날은 간다            | 후보 |
| 2001 | 씨네21 영화상                      | 올해의 여자배우                           | 봄날은 간다, 선물      | 수상 |
| 2002 | 제25회 황금촬영상                  | 최우수 인기여우상                         | 선물                   | 수상 |
| 2002 | 제38회 백상예술대상                | 영화부문 여자 최우수연기상                | 봄날은 간다            | 후보 |
| 2002 | 제39회 대종상                      | 여우주연상                                | 봄날은 간다            | 후보 |
| 2003 | MBC 연기대상                       | '대상'                                    | 대장금                 | 수상 |
| 2003 | MBC 연기대상                       | 여자 최우수연기상                         | 대장금                 | 후보 |
| 2004 | 제40회 백상예술대상                | TV부문 여자 최우수연기상                  | 대장금                 | 후보 |
| 2005 | 홍콩 관영방송                      | 홍콩의 인물 선정                          | 빈칸                   | 수상 |
| 2005 | 중국 신시스바오                    | 최고영향력을 행사한 외국스타 6대 3위 선정 | 빈칸                   | 수상 |
| 2005 | 제26회 청룡영화상                  | '여우주연상'                              | 친절한 금자씨          | 수상 |
| 2005 | 제4회 대한민국영화대상             | 여우주연상                                | 친절한 금자씨          | 후보 |
| 2005 | 제38회 스페인 시체스국제영화제     | 여우주연상                                | 친절한 금자씨          | 수상 |
| 2005 | 제8회 디렉터스 컷 시상식           | 올해의 여자연기자상                       | 친절한 금자씨          | 수상 |
| 2005 | 제13회 이천춘사대상영화제          | 여우주연상                                | 친절한 금자씨          | 후보 |
| 2006 | 제43회 대종상                      | 해외인기상                                | 친절한 금자씨          | 수상 |
| 2006 | 제43회 대종상                      | 여우주연상                                | 친절한 금자씨          | 후보 |
| 2006 | 제42회 백상예술대상                | '영화부문 여자 최우수연기상'              | 친절한 금자씨          | 수상 |
| 2007 | 제3회 앙드레 김 베스트 스타 시상식 | 월드스타상                                | 빈칸                   | 수상 |
| 2007 | 한중수교 15주년 기념               | 한국 대표하는 인물 선정                   | 빈칸                   | 수상 |
| 2007 | 문화관광부                         | 방송 80주년 기념 국무총리 문화포상        | 빈칸                   | 수상 |
| 2007 | 제15회 이천춘사대상영화제          | 한류문화대상                              | 빈칸                   | 수상 |
| 2009 | 제5회 앙드레 김 베스트 스타 시상식 | 여자스타상                                | 빈칸                   | 수상 |
| 2015 | 제10회 서울 드라마 어워즈          | 10주년 한류공로대상                       | 빈칸                   | 수상 |
| 2017 | 제22회 소비자의 날                 | 문화인부문                                | 사임당, 빛의 일기      | 수상 |
| 2017 | SBS 연기대상                       | 수목드라마부문 여자 최우수연기상          | 사임당, 빛의 일기      | 후보 |
| 2020 | 제25회 춘사영화제                  | 여우주연상                                | 나를 찾아줘            | 수상 |
| 2020 | 제40회 판타스포르토 국제영화제     | 감독주간 - 여우주연상                     | 나를 찾아줘            | 수상 |
| 2020 | 제29회 부일영화상                  | 여우주연상                                | 나를 찾아줘            | 후보 |

## 가족 관계
- 배우자: 정호영(1951년 ~ )
  - 아들 (2011년 2월 ~ ) - 이란성 쌍둥이
  - 딸 (2011년 2월 ~ ) - 이란성 쌍둥이